# 石村繁一
石村 繁一（いしむら しげかず、1953年12月28日 - ）は、日本の経営者。ナムコ社長を務めた。奈良県出身。

## 経歴・人物
1976年に同志社大学工学部を卒業し、同年に中村製作所(のちのナムコ)に入社した。1983年に取締役に就任し、1992年6月に常務、1995年6月に専務を経て、2005年4月には社長に就任した。2006年6月を以って、社長の座を退いた。